# غراند مول عجمان
غراند مول عجمان هو مجمع تجاري وسكني يقع في شارع الشيخ خليفة بن زايد في عجمان،إمارة عجمان، بالإمارات العربية المتحدة. افتُتح المجمع في 5 يناير 2020 بتكلفة إجمالية قدرها 800 مليون درهم وهو ملك لحكومة إمارة عجمان التي تتولى إدارته.

## التسوق والترفيه والسكن
يضم المجمع 409 شقة و163 مكتباً تجارياً و90 متجراً، بالإضافة إلى مطاعم ومستشفى ومسرح سينما متعدد المستويات، وهو مركز تجاري فاخر متعدد الأوجه حتى أنه حظي بزيارة حاكم الإمارة وعضو المجلس الأعلى للاتحاد سمو الشيخ حميد بن راشد النعيمي. يضم المجمع التجاري حالياً: قاعة ستار سينما، مركز المدينة الطبي، فرعين لبنك دبي الإسلامي وتيم هورتونز، برج غراند ريزيدنس، الهيئة الاتحادية للكهرباء والماء، منطقة لعب للأطفال ونادي للياقة البدنية. كما توجد أضواء خضراء في الشارع المحيط بالمول تحمل بداخلها صورة رئيس الإمارات الراحل الشيخ زايد.

## المجمع كمركز لاختبارات كوفيد والفحص الطبي للحكومة
أقامت الحكومة الإماراتية مركزاً مؤقتاً للاختبار في العديد من مراكز التسوق ومنافذ البيع في جميع أنحاء الإمارات مع استخدام غراند مول كموقع أساسي لفحص مواطني عجمان في 2019. في حين كانت عيادة برايم الطبية هي الراعي.
أجرت نفس العيادة اختبارات إضافية خلال الأحداث الحكومية وفحوصات كوفيد في عامي 2020 و2021.

## وصلات خارجية
- غراند مول عجمان - فيسبوك
- غراند مول عجمان - تريب أدفيسور